# Gordònia (districte)
Gordònia (Gordonia) fou un districte al territori de Betxuanalàndia (Bechuanaland).
Els districtes de la part oriental de la colonia del Cap de Bona Esperança a l'est de De Aar i Hopetown, estaven poblats per bòers; davant la imminència de la guerra (1899) el govern sud-africà de Transvaal i el govern de l'Estat Lliure d'Orange van enviar a aquestos districtes armes, diners i instructors. En esclatar la guerra foren enviats comandos que van dominar els districtes entre l'Orange i el Molopo, districtes que aviat foren annexionats a Orange i Transvaal. Durant uns mesos l'agitació va dominar la riba dreta del riu Orange. Lord Roberts va deixar de banda aquestos districtes poc importants per por que un atac obligués als boers a travessar el riu de manera ofensiva.
El febrer de 1900 l'agitació es va estendre a la riba esquerra del riu; els britànics es van replegar a De Aar i Hopetown; els bòers van ocupar els districtes de Prieska i Hebert que foren annexionats. El remot districte de Gordònia, a l'angle entre l'Orange i el Molopo, dominat pels basters i mestissos (coloured), es va erigir en República que va demanar ser incorporada a Transvaal. L'annexió es va produir poc després.